# Кавава, Рашиди
Рашиди Мфауме Кавава (англ. Rashidi Mfaume Kawawa; 27 мая 1926 года, Матепвенде, подмандатная Танганьика — 31 декабря 2009 года, Дар-эс-Салам, Танзания) — первый премьер-министр Танзании (1972—1977).

## Биография
Принадлежал к партии Танганьикский Африканский Национальный Союз (ТАНУ). С 1960 по 1962 год был министром местного самоуправления, затем с 22 января по 9 декабря 1962 года премьер-министром Танганьики. Он был преемником Джулиуса Ньерере, который привел Танганьику к независимости, и став президентом в декабре 1962 года упразднил пост премьер-министра. Кавава стал вице-президентом (1962—1964).
После образования Объединённой Республики Танзания, Кавава с 1964 по 1972 год был 2-м вице-президентом страны. С 17 февраля 1972 по 13 февраля 1977 года был премьер-министром Танзании. В 1980 году занимал пост министра обороны.